# کوت هیبت
کوت هیبت (به انگلیسی: Kot Haibat) یک شهرک در پاکستان است که در ناحیه دیره غازی خان واقع شده‌است. کوت هیبت ۱۲۴ متر بالاتر از سطح دریا واقع شده‌است.